# Port de Naissaar
Le port de Naissaar (estonien : Naissaare sadam, code EE NAI  est un port de la côte orientale de  Naissaar en Estonie,.

## Présentation
Le territoire du port s'étend sur 6 000 m2 de terre et 49 600 m2 d'eau.
Le port dispose de 3 quais d'une longueur totale de 254 m. 
La plus grande profondeur à quai est de 3,5 m.
Le plus grand navire possible : longueur 35 m, largeur 8 m, tirant d'eau 2 m.
La zone d'eau du port est limitée à l'est par une jetée de 260 m de long et 20 m de large et à l'ouest par le littoral. Sur le côté intérieur de la jetée se trouvent les quais 1, 2 et 3, du côté maritime des quais se trouve un mur de soutènement métallique recouvert de bois imprégné pour protéger les quais du vent, des vagues et des glaces.

## Galerie

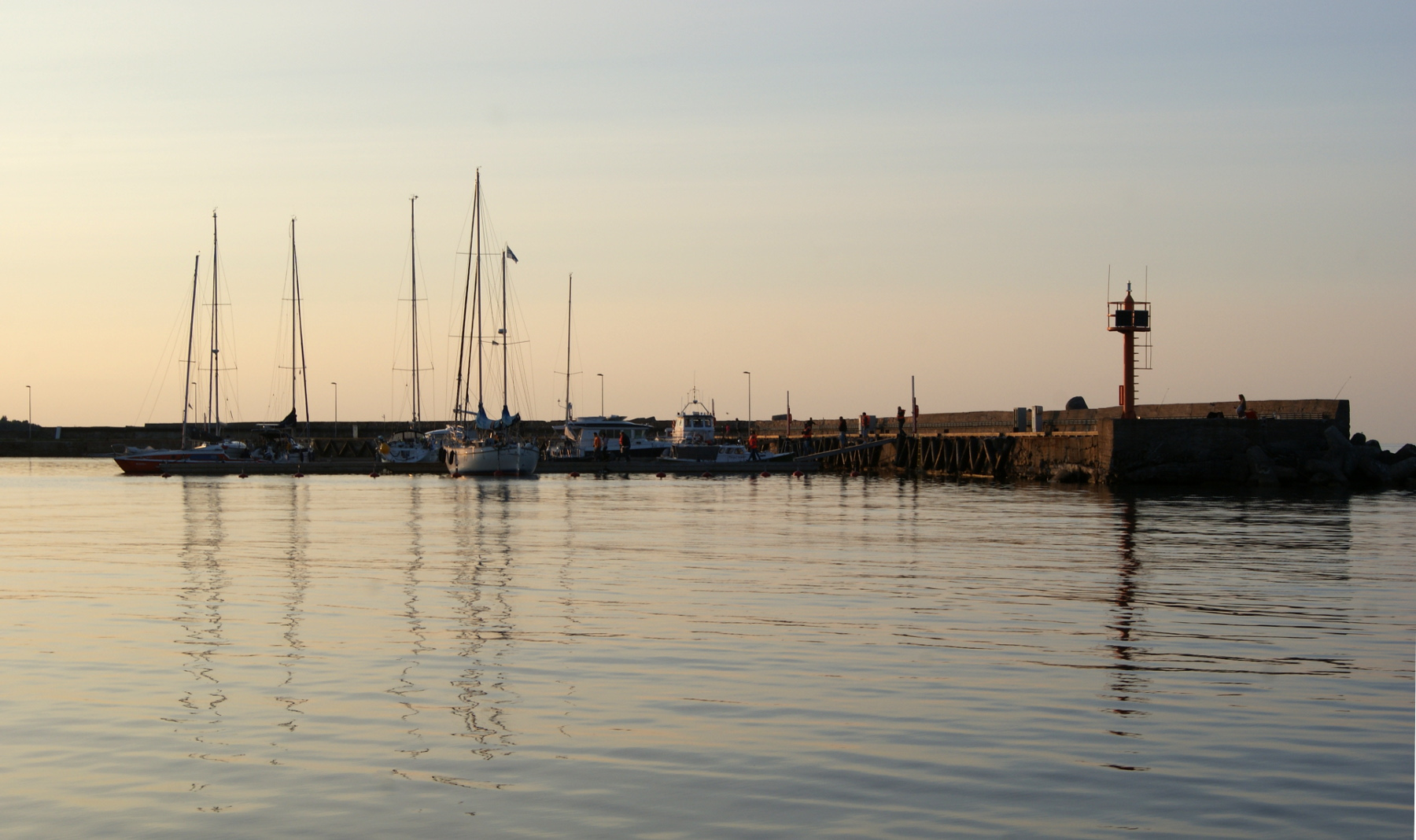
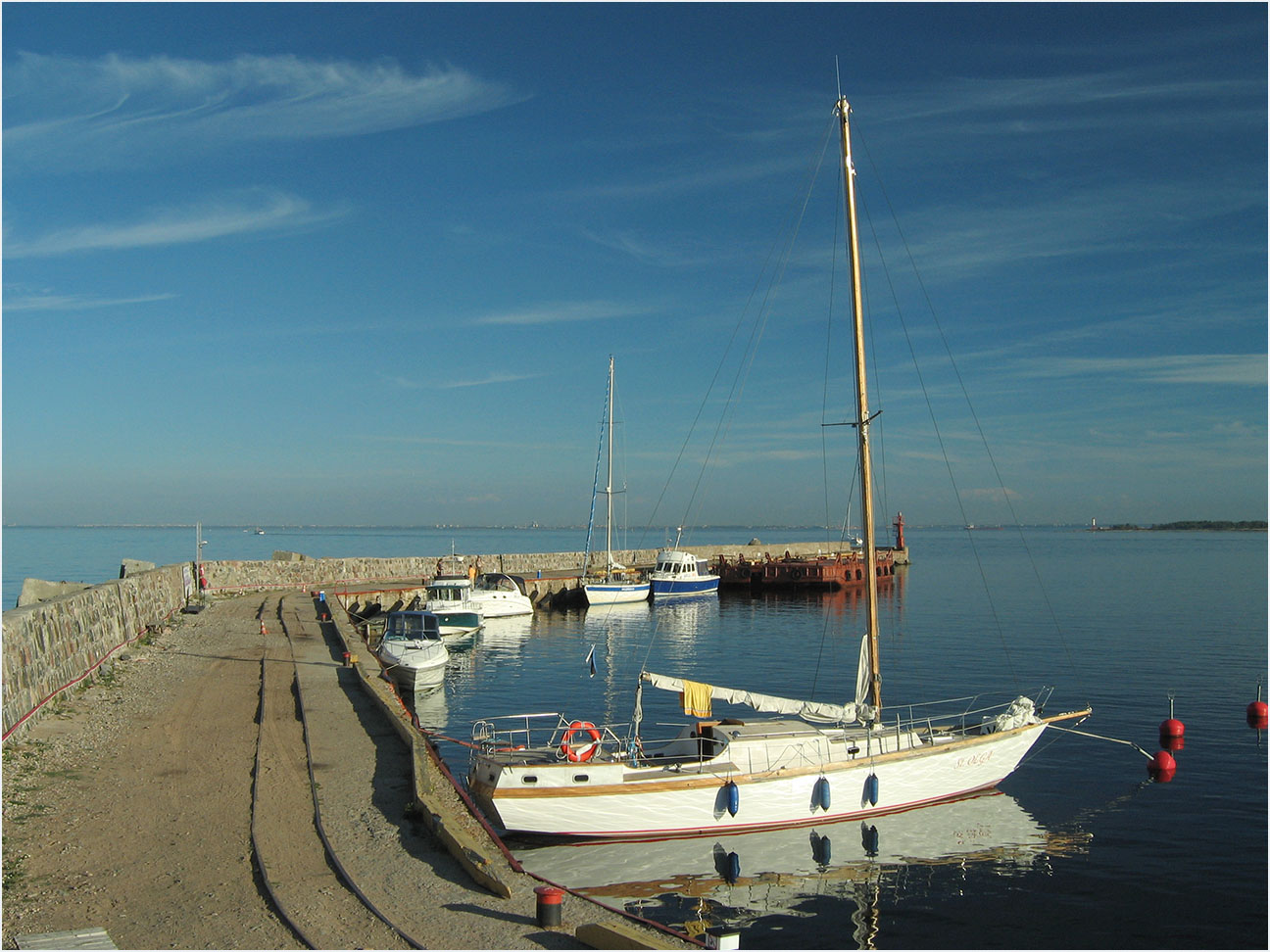